# Melanagromyza insolita
Melanagromyza insolita är en tvåvingeart som beskrevs av Spencer 1959. Melanagromyza insolita ingår i släktet Melanagromyza och familjen minerarflugor. Inga underarter finns listade i Catalogue of Life.